# João Nicolau de Hontheim
João Nicolau de Hontheim (Johann Nikolaus von Hontheim) (Tréveris, 27 de janeiro de 1701 – Montquentin,  2 de setembro de 1790) foi um historiador, teólogo e bispo auxiliar de Tréveris. Usando o pseudônimo de Febronius Iustinus, publicou obras subversivas ao poder romano, tendo, no final da vida se redimido e retratado.

## Biografia
Era filho de Carlos Gaspar de Hontheim e de Ana Margarida de Anethan. Recebeu as primeiras instruções, em sua terra natal,  dos jesuítas, por quem nutria muito pouca simpatia. Aos doze anos recebeu a primeira tonsura e um benefício na colegiada de São Simeão, lhe conferido por seu tio Frederico de Anethan. Mais tarde, estudou nas universidades de Tréveris, de Lovaina, e de Leyden, onde se dedicou ao Direito e à Teologia. Os trabalhos de Camionete Espen, professor de Lovaina, e sua doutrina galicana influenciaram-no extremamente. Doutorou-se em Direito, em Tréveris em 1724, empreendendo, a seguir, uma viagem educacional através dos vários países: Holanda, Bélgica, Alemanha e Itália, onde passou três anos em Roma. Foi ordenado presbítero a 28 de maio de 1728, em Tréveris, onde foi criado cônego da colegiada de São Simeão. Em 1732, tornou-se professor da Universidade de Tréveris, em 1738 tornou-se reitor do Seminário Maior de Coblença. Em 1748, retorna a Tréveris, onde se torna deão do cabido de São Simeão e Vigário Geral.
Em 16 de fevereiro de 1749, em Mogúncia, foi sagrado bispo auxiliar de Tréveris e titular de Miriófito.
Em 1763, publicou seu trabalho famoso "Iustini Febronii Iuris consulti de Stata Ecclesiæ et legitima potestate Romani Pontificis Liber singularis ad reuniendos dissidentes in religione christianos compositus" (Bullioni apud Guillelmum Evrardi, 1763), lançando as bases do febronianismo, que defendia a nacionalização da Igreja. Seus escritos foram condenados e combatidos pelo Papa Clemente XIII.
Roma sabia quem era o autor do livro, desde a sua publicação, mas só após alguns anos, em 1778, é que ele foi intimado á Cúria Romana, para se retratar. O arcebispo-eleitor Francisco Jorge de Schönborn ameaçou de privá-lo de todos os seus cargos, juntamente com seus amigos. Após hesitar um pouco, Hontheim assina um documento de submissão total, o qual foi considerado satisfatório pela Cúria Romana.
Ele faleceu a 2 de setembro de 1790, no catelo de Montquetin, próximo a Orval, sendo sepultado na colegiada de São Simeão, depois destruída pelos franceses durante as guerras da revolução. Em 1803, seu corpo foi transferido para a igreja de São Gervásio.